# أوتسو (شيغا)
أوتسو (باليابانية: 大津市 أوتسو-شي) هي مدينة عاصمة محافظة شيغا، اليابان.
في عام 2007، وصل التعداد السكاني للمدينة إلى 32,9355 نسمة والكثافة السكانية 88049 نسمة في الكيلومتر مربع، والمساحة الإجمالية 374.06 كم مربع. تأسست المدينة في 1 أكتوبر 1898.
تشتهر المدينة ببحيرة بيوا أكبر بحيرة في اليابان وهي مصدر جذب سياحي لمحافظة شيغا عامة ومدينة أوتسو خاصة.

## تاريخ
في الفترة بين 667 إلى 672 بنى الإمبراطور تينجي قصر أومي أوتسو.
بنيت المدينة في تسعينات القرن التاسع عشر وتوسعت في فترة تايشو، حيث لعبت قناة بحيرة بيوا دوراً هاما في وصل مدينة أوتسو بمدينة كيوتو العاصمة السابقة لليابان.

## مدن توأم
- لانسنغ، ميشيغان، الولايات المتحدة.
- فورتسبورغ، ألمانيا.

## أعلام
- الإمبراطور تينجي
- كوجي ناكاتا
- ساتورو موتشيزوكي
- إيكا ميتسوي
- كازوكي كورانوكي
- تارو سوغاوارا

## وصلات خارجية
- موقع مدينة أوتسو باللغة اليابانية